# Lozzi
Lozzi é uma comuna francesa na região administrativa de Córsega, no departamento da Alta Córsega. Estende-se por uma área de 30,79 km². 